# Вулиця Житомирська (Фастів)
Вулиця Житомирська — вулиця в місті Фастів. Загальна довжина — 3,2 км. Знаходиться у житловому масиві Кадлубиця. На даний момент це найбільш протяжна вулиця міста.

## Історія
До початку Німецько-радянської війни в кінці вулиці існувало єврейське поселення. Під час війни євреїв вивезли у гетто і там розстріляли. Наприкінці 1940-их років відкрито М'ясокомбінат, а у 1950 році відкрили автобусне сполучення, яке діє і до сьогодні (Вокзал — Кадлубиця). На даний момент вулиця Житомирська є однією з найбільших Фастівських розв'язок.
До 2016 року вулиця Житомирська мала назву вулиця Чапаєва.

## Галерея

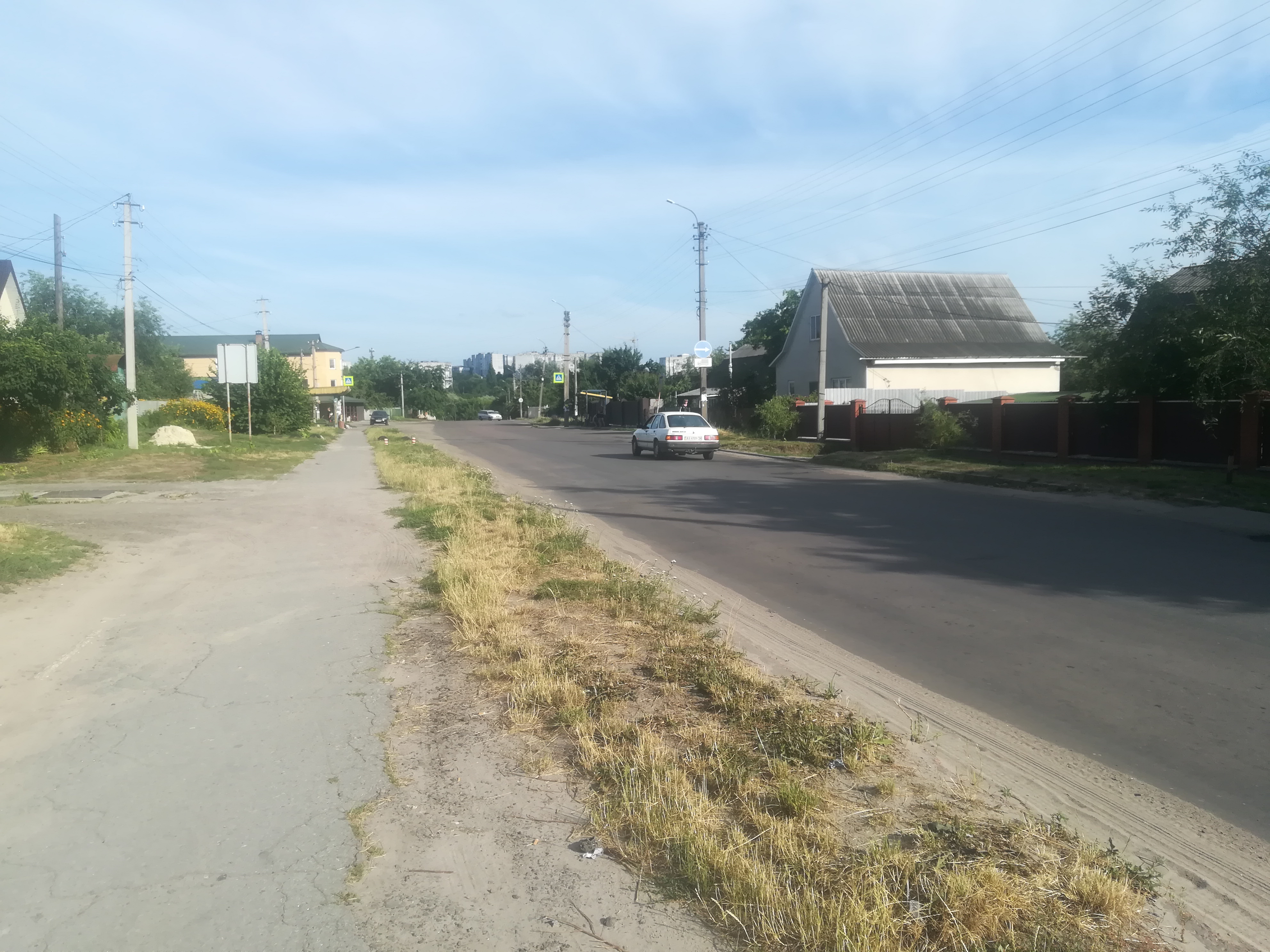
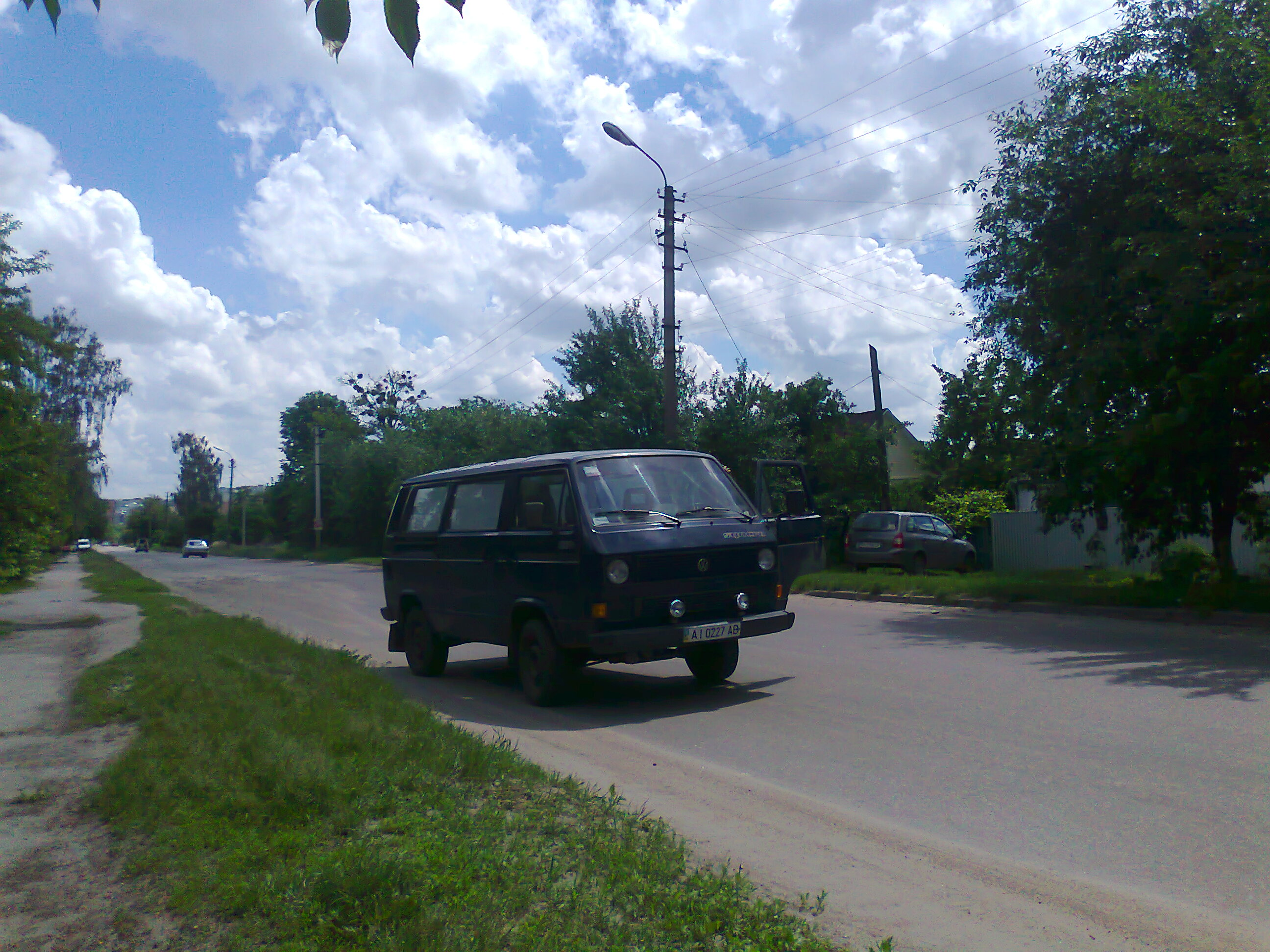
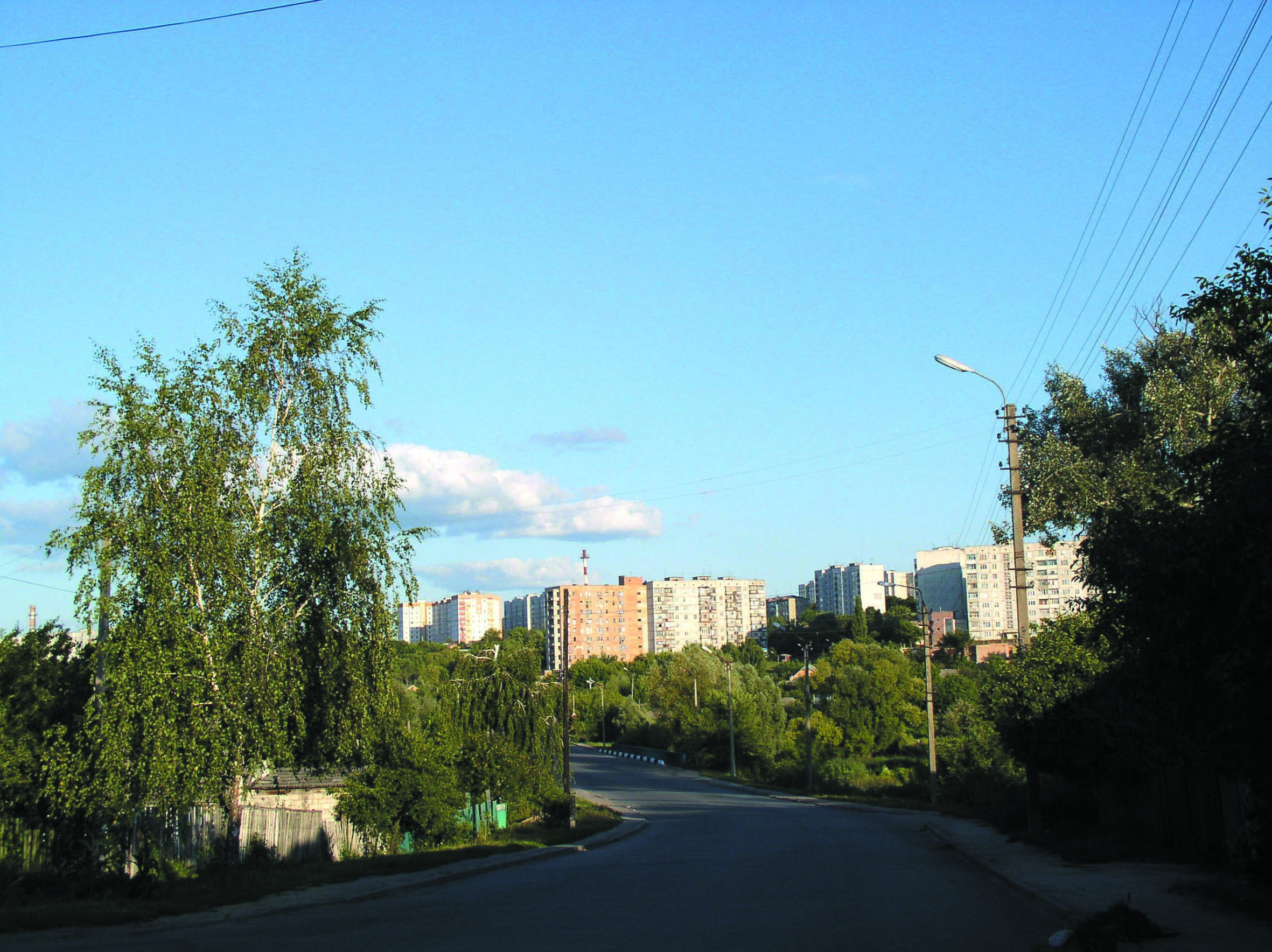
Вул. Європейська